# Friedrich-Wilhelm Möller
Friedrich-Wilhelm Möller (14. dubna 1931, Lemgo, Německo – 23. června 1996) byl německý designér nábytku a bytový architekt. Je známý především jako autor sedací soupravy Conseta, která je v současnosti považována za jeden z archetypálních designů nábytku.

## Život
Původně se vyučil jako truhlář. Posléze vystudoval obor interiérový design. Na začátku 60. let působil jako obchodní zástupce pro německé nábytkářské firmy COR a Interlübke. V roce 1963 založil vlastní návrhářskou kancelář bytového nábytku.
Ve stejném roce navrhl pro společnost COR sedací soupravu Conseta (z latinského con Sedere – sednout si spolu nebo napojit). Jednotlivé moduly soupravy Conseta nejsou k sobě napevno připojeny – jednotlivé komponenty (polštáře, sedáky, opěry apod.) se dají odejmout a přeskládat do různých podob – například do podoby gauče, křesel nebo pohovky. Möller tuto soupravu nábytku v následujících letech zdokonaloval. Sedací souprava Conseta je považována za vzor, ze kterého vychází evropská produkce čalouněného nábytku. Moderní úpravy této sedačky se vyrábí dodnes.
V roce 1987 založil firmu Möller Design, která se soustředí na výrobu čalouněného nábytku. Po Möllerově smrti převzal vedení firmy jeho syn.